# Eriobotrya deflexa
Eriobotrya deflexa es una especie de árbol perteneciente a la familia de las rosáceas. Es originaria del Sudeste de Asia.

## Descripción
Es un árbol que alcanza un tamaño de 5-12 m de altura. Las ramillas de color gris pardusco, tomentosas y robustas. Las hojas en racimos en los ápices de las ramitas; estípulas caducas que no se ven; pecíolo de 2-4 cm; hojas oblongas  u oblongo-lanceoladas a obovadas-oblongas, de  10-19 ×  3-7 cm, coriáceas, adaxialmente lustrosas, con nervio central prominente en ambas superficies, y venas laterales en 10-12 pares, base cuneada, el margen irregularmente curvado, el ápice cortamente acuminado o caudado. Las inflorescencias en panículas de 6-8 cm de diámetro, con muchas flores.  Flores de 1.5-1.8 cm de diámetro. Hipanto cupular, envés tomentoso color marrón. Sépalos triangular-ovadas, ligeramente más cortos que el hipanto. Pétalos blancos, orbiculares u obovados, de 8 x 7 mm. El fruto es un pomo rojo amarillento, subgloboso, de 1.2-2 cm de diámetro. Fl. mayo-junio, fr. junio-agosto.

## Distribución y hábitat
Se encuentra en las pendientes, en los bosques de frondosas de los valles; a una altitud de 1000 - 2100 m en Guangdong, Hainan, Taiwán, y sur de Vietnam.

## Taxonomía
Eriobotrya deflexa fue descrita por (Hemsl.) Nakai y publicado en Botanical Magazine 30: 18. 1918.
Híbridos
(Eriobotrya x 'Coppertone') es un híbrido de Eriobotrya deflexa y Rhaphiolepis indica es un arbusto popular en el sur de lis Estados Unidos y California.
Sinonimia
- Eriobotrya buisanensis (Hayata) Makino & Nemoto
- Photinia buisanensis Hayata
- Photinia deflexa Hemsl. basónimo[6][2][7]